# The best of Ill Niño
The best of Ill Niño is een album met muzikale hoogtepunten van de Zuid-Amerikaanse nu-metalband Ill Niño.
Dit is het laatste album van Ill Niño dat werd uitgebracht door Roadrunner Records. Na dit album stapte de groep over op Cement Shoes Records. De band wilde helemaal geen cd met beste nummers uitbrengen, omdat ze het na drie albums veel te vroeg vonden.

## Tracklist
1. What Comes Around
2. Unreal
3. God Save Us
4. If You Still Hate Me
5. Liar
6. This Time's For Real
7. How Can I Live
8. Cleansing
9. Te Amo... I Hate You...
10. What You Deserve
11. This Is War
12. Turns To Gray
13. Corazon Of Mine